# Bucicani, Dolj
Bucicani este un sat în comuna Predești din județul Dolj, Oltenia, România.
În anul 2016, în sat mai locuiau doar trei familii.